# Bury a Friend
Bury a Friend è un singolo della cantante statunitense Billie Eilish, pubblicato il 30 gennaio 2019 come terzo estratto dal primo album in studio When We All Fall Asleep, Where Do We Go?.

## Antefatti
Il titolo dell'album appare in un verso della canzone. Eilish attribuisce a Bury a Friend l'ispirazione principale per il suo album di debutto.
Il rapper britannico Crooks fa un'apparizione nella canzone e nel video musicale. Eilish ha scoperto l'artista sui social media; Crooks ha ripetutamente commentato le sue foto con la didascalia «Dov'è Billie?» sui suoi commenti su Instagram, spingendola a pensare chi fosse. Decise di conoscerlo e lo trovò «super divertente e carino» e presto i due sono diventati migliori amici.

## Composizione
Bury a Friend è stata descritta come una canzone elettronica minimalista e industriale. La traccia si apre con Crooks che dice «Billie» prima che Eilish inizi a cantare, la sua voce è influenzata da un Harmonizer, su un beat teso che ricorda Black Skinhead di Kanye West, una linea vocale simile a People Are Strange dei The Doors, e melodie synth sparse. Dal punto di vista del testo, la traccia è scritta dalla «prospettiva del mostro sotto il letto di Eilish» ed esplora cosa «questa creatura sta facendo o sentendo».

## Pubblicazione e promozione
Il 29 gennaio 2019, Eilish ha annunciato il suo album di debutto intitolato When We All Fall Asleep, Where Do We Go? e ha anche rivelato che avrebbe pubblicato un singolo il giorno successivo alle 9 del mattino. Ha inoltre pubblicato un video di 16 secondi che la vede cantare mentre viene afferrata e spinta da mani guantate. È stata pubblicata nella data prevista, dopo essere stata presentata per la prima volta su Beats 1 da Zane Lowe. Eilish ha anche fatto parte dello show di Future Sounds di Annie Mac su BBC Radio 1 per discutere del brano. È stato inviato alle radio alternative il 19 febbraio 2019. Il 28 marzo 2019, Eilish ha eseguito una performance paurosa della canzone da Jimmy Kimmel Live!.

## Accoglienza
Consequence ha nominato Bury a Friend la miglior canzone della settimana, definendola «la combinazione perfetta di spaventoso e interessante». Thomas Smith del NME l'ha elogiata, scrivendo che è «una canzone di affermazione di un'artista che sta attualmente creando il regolamento di quello che i giovani fan vogliono dalle popstar» e ha inoltre affermato che «Billie sta vocalizzando le incertezze e le inquisizioni di una generazione pronta a lasciare il segno». In seguito lo ha nominato il brano migliore di Eilish e lo ha paragonato positivamente alla canzone di Lorde Royals. DIY ha definito la traccia «inebriante e intrigante». Chloe Gilke di Uproxx ha reputato Bury a Friend come miglior singolo di Eilish e ha affermato che «dimostra che i milioni di giovani ossessionati dal suo atmosferico pop stravagante sanno di cosa stanno parlando.» The Music Network ha chiamato la traccia «un diabolico capolavoro» e ha aggiunto che «La canzone è sconvolgente...ma c'è qualcosa di tranquillo e riflessivo su di essa».
The Fader l'ha definita la seconda miglior canzone pop del 2019.

## Video musicale
Il video musicale, diretto da Michael Chaves e girato nell'arco di una giornata, è stato reso disponibile attraverso il canale Vevo della cantante il 30 gennaio 2019. In un'intervista con Annie Mac alla BBC Radio 1, Eilish ha spiegato che il video è stato ispirato dal suo amore di «aver paura», spingendola a includere fobie comuni, come la paura verso le iniezioni e di essere maltrattato. Il video inizia con Crook che si sveglia improvvisamente di notte. Si sdraia di nuovo e dice «Billie». La telecamera si sposta quindi sotto il suo letto dove Eilish canta il ritornello della canzone. Il resto del video presenta scene intercutanti del suo levitare o camminare nei corridoi, essere afferrata e maneggiata da mani guantate, senza corpo, avere siringhe inserite nella schiena e cantare sotto o accanto al letto di Crooks. Il video ha attirato l'attenzione per i suoi elementi horror ed è stato descritto come «inquietante» da Rolling Stone e Complex. Il video è stato paragonato alla prima stagione di The Haunting The Haunting of Hill House e al film di Jordan Peele Scappa - Get Out.

## Tracce
Testi e musiche di Billie Eilish O'Connell e Finneas O'Connell.
1. Bury a Friend – 3:13

## Formazione
- Billie Eilish – voce
- Finneas O'Connell – produzione
- Rob Kinelski – missaggio
- John Greenham – mastering

## In altri media
Nel 2019 il brano viene utilizzato nella serie originale Netflix The Society. Kaitlin Reilly ha notato somiglianze tra la canzone e la trama della serie. Nell'inverno 2020 è stata inserita come sottofondo musicale in uno spot pubblicitario del programma televisivo Report.
Nel 2024 il brano divenne colonna sonora di True Detective: Night Country, la quarta stagione della serie antologia prodotta e distribuita da Sky. 

## Successo commerciale
Bury a Friend ha debuttato al numero 74 della Billboard Hot 100 prima di salire al numero 14 con 29,1 milioni di riproduzioni streaming e 18 000 download digitali nella sua prima settimana completa di disponibilità, diventando il picco più alto di Eilish nella classifica ai tempi. Nel Regno Unito, la canzone ha debuttato al numero 7, diventando così la sua prima top ten nel paese mentre ha debuttato alla seconda posizione della Irish Singles Chart con 2 000 vendite dietro 7 Rings di Ariana Grande.

## Classifiche

### Classifiche settimanali
| Classifica (2019) | Posizione massima |
| ----------------- | ----------------- |
| Argentina         | 85                |
| Australia         | 3                 |
| Austria           | 6                 |
| Belgio (Fiandre)  | 13                |
| Belgio (Vallonia) | 42                |
| Canada            | 12                |
| Corea del Sud     | 188               |
| Danimarca         | 10                |
| Estonia           | 2                 |
| Finlandia         | 4                 |
| Francia           | 82                |
| Germania          | 14                |
| Grecia            | 2                 |
| Irlanda           | 2                 |
| Islanda           | 14                |
| Italia            | 27                |
| Lettonia          | 1                 |
| Lituania          | 2                 |
| Malaysia          | 12                |
| Norvegia          | 2                 |
| Nuova Zelanda     | 2                 |
| Paesi Bassi       | 10                |
| Portogallo        | 8                 |
| Regno Unito       | 6                 |
| Repubblica Ceca   | 3                 |
| Singapore         | 10                |
| Slovacchia        | 2                 |
| Spagna            | 26                |
| Stati Uniti       | 14                |
| Svezia            | 1                 |
| Svizzera          | 10                |
| Ungheria          | 2                 |

### Classifiche di fine anno
| Classifica (2019) | Posizione |
| ----------------- | --------- |
| Australia         | 26        |
| Austria           | 56        |
| Belgio (Fiandre)  | 53        |
| Canada            | 41        |
| Danimarca         | 36        |
| Islanda           | 64        |
| Irlanda           | 27        |
| Lettonia          | 17        |
| Norvegia          | 31        |
| Nuova Zelanda     | 26        |
| Paesi Bassi       | 90        |
| Portogallo        | 65        |
| Regno Unito       | 36        |
| Stati Uniti       | 73        |
| Svezia            | 24        |
| Svizzera          | 70        |
| Ungheria          | 27        |